# Pierre-Denis Goux
Pour les articles homonymes, voir Goux.
Pierre-Denis Goux, né le 24 janvier 1985 à Besançon, est un illustrateur et un auteur de bande dessinée français.

## Biographie
L'adaptation cinématographique de l'œuvre de Tolkien, le Seigneur des anneaux par Peter Jackson de 2002 à 2004 a grandement contribué à rapprocher Pierre-Denis Goux de l'univers de la fantasy. Étant également passionné par le dessin depuis l'enfance, il décide de choisir la bande dessinée et une formation pour raconter ce genre d'histoires, à partir de 2010 avec son premier album sur le personnage de Merlin.
À vingt-neuf ans, il a publié deux sagas liées aux légendes arthuriennes et à la mythologie nordique. Ses collègues scénaristes sont Jean-Luc Istin pour Merlin et Olivier Peru pour Mjöllnir.
En 2014, il travaille sur une nouvelle série-concept d'heroic fantasy, où plusieurs équipes de scénaristes-dessinateurs travaillent en même temps sur une idée et un univers, avec des albums qui sortent à quelques mois d'intervalle. Goux a participé avec Olivier Peru au premier tome des Maîtres inquisiteurs intitulé Obeyron, sorti le 25 mars 2015.

## Œuvre

### Albums de bande dessinée
- Merlin le Prophète, scénario de Jean-Luc Istin, dessins de Pierre-Denis Goux, Soleil Productions, collection Soleil Celtic

1. Hengist, 2010  (ISBN 978-2-302-01048-2)
2. Renaissance, co-dessinateur Jean-Luc Istin, 2011  (ISBN 978-2-302-01562-3)

- Mjöllnir, scénario d'Olivier Peru, dessins de Pierre-Denis Goux, Soleil Productions, collection Soleil Celtic

1. Le Marteau et l'enclume, 2013  (ISBN 978-2-302-02717-6)
2. Ragnarök, 2013  (ISBN 978-2-302-03067-1)

- Les Maîtres inquisiteurs, scénario d'Olivier Peru, dessins de Pierre-Denis Goux, Soleil Productions

1. Tome 1, Obeyron, 2015  (ISBN 978-2-302-04519-4)

- Nains dessin Pierre-denis Goux, Soleil production

1. Tome 1, Redwin de la forge 2015
2. Tome 6, Jorun de la forge, 2016